# Stenocercus prionotus
Espèce
Statut de conservation UICN

 LC  : Préoccupation mineure
Stenocercus prionotus est une espèce de sauriens de la famille des Tropiduridae.

## Répartition et habitat
Cette espèce se rencontre au Pérou dans la région de Huánuco et en Bolivie. Elle vit dans la forêt tropicale humide de plaine et de montagne.

## Publication originale
- Cadle, 2001 : A new species of lizard related to Stenocercus caducus (Cope) (Squamata: Iguanidae from Peru and Bolivia, with a key to the "Ophryoes soides Group". Bulletin of the Museum of Comparative Zoology at Harvard College, vol. 157, n. 3, p. 183-222 (texte intégral).